# Shennongjia
La reserva natural de Shennongjia es troba entre les muntanyes Daba i Wudang i el riu Iang-Tsé. Fou establerta pel govern provincial de Hubei al març del 1982 i reconeguda pel concell d'estat al juliol de 1986. Té una superfície de 3250 km² i el seu variat paisatge va des dels 498 msnm fins als 3150 al cim de les seves muntanyes, més de 30 pics superen els 2500 metres, el que fa que tingui els majors contrastos de terreny de tota la Xina central.
Segons les estadístiques locals habiten més de 54 tipus d'espècies animals: 190 d'aus, 12 de rèptils i 8 d'amfibis, tal quantitat representa el 81% del ] de 33 ordres biològics endèmics de la Xina. La reserva és també llar de 1131 espècies de plantes, des de pins fins falgueres. 
Hi ha una oficina de supervisió de 79 efectius amb personal qualificat i 2 estacions de policia. Hi ha llogarets disperses en tota la reserva amb una població de més de 7000 habitants i la seva base econòmica és la ramaderia i el cultiu d'herbes medicinals. Per donar suport als seus residents el govern local aporta incentius i exonera impostos. 

## Patrimoni de la Humanitat

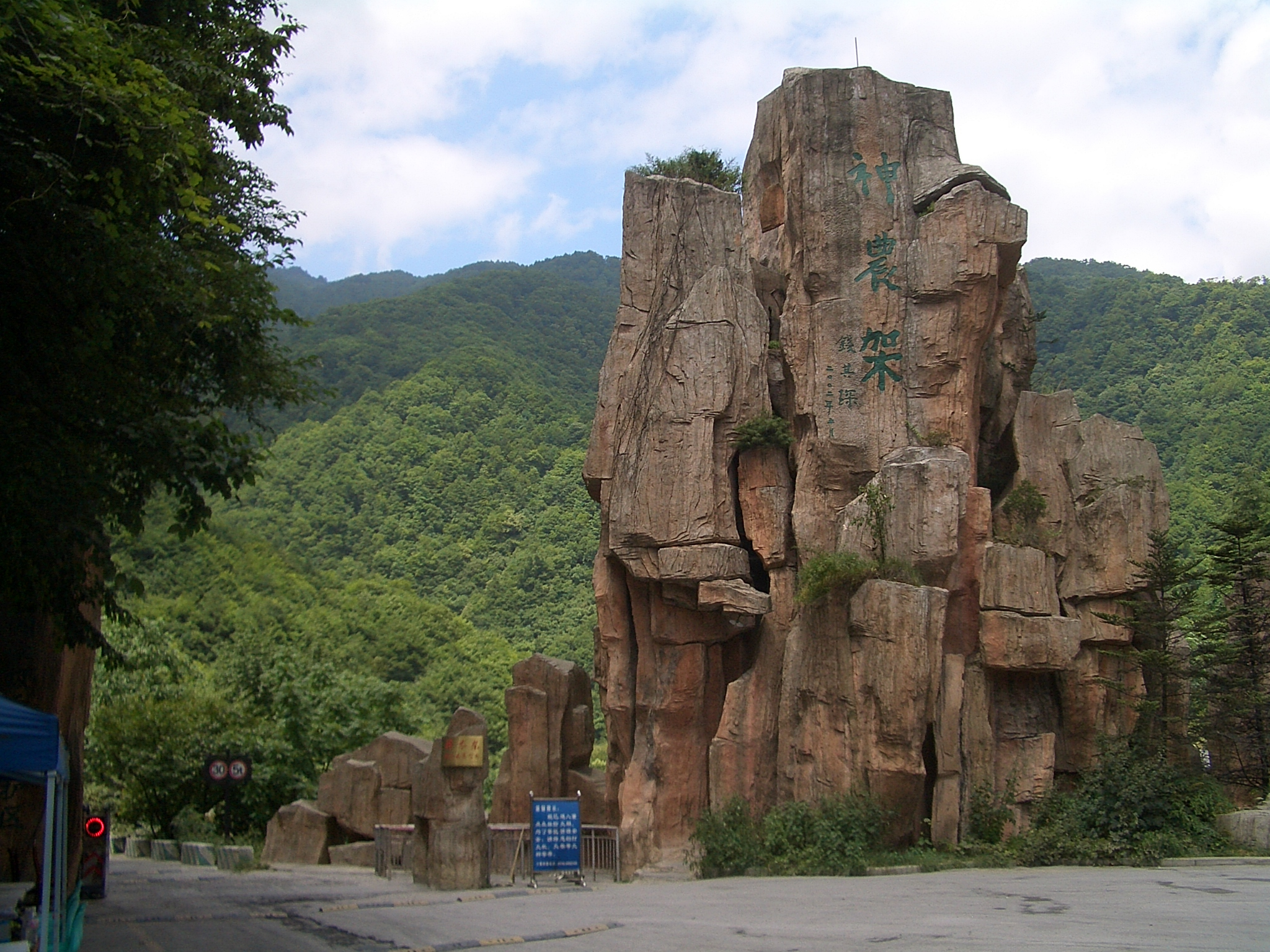
Entrada a la reserva natural de Shennongjia

El 17 de juliol del 2016, la 40a sessió del Comitè del Patrimoni Mundial va decidir a la ciutat turca d'Istanbul incloure la zona de Shennongjia en la Llista de Patrimoni Natural de la Humanitat, cosa que eleva a 50 els llocs xinesos declarats com a patrimoni de la UNESCO.
Situat cap a la part oriental del centre de la Xina, a la Província de Hubei, aquesta reserva consta de dues zones: Shennongding / Badong, a l'oest, i Laojunshan, a l'est. En elles es troben els boscos primaris més vasts del centre del país, on tenen el seu hàbitat nombroses espècies animals rares com la salamandra gegant xinesa, el rinopitec daurat, la pantera nebulosa, l'os de collaret i el lleopard. La zona, que és un dels tres centres de diversitat biològica existents a la Xina, ocupa un lloc destacat en la història de les investigacions botàniques i va ser explorat per expedicions internacionals de recol·lecció de plantes en els segles XIX i XX.